# 劉成 (共邑公主)
共邑公主（?—?），东汉第四任皇帝和帝刘肇的女儿，名刘成。她是刘肇的次女，延平元年（106年），她的兄弟汉殇帝刘隆册封刘成为共邑公主，史书没有记载她的丈夫。